# Teatro comunale (Chiaravalle)
Il Teatro "Tullio Giacconi" di Chiaravalle (AN) è lo storico teatro della città. Fino al 2007 chiamato semplicemente “Teatro Comunale”. Ha poi assunto il nome di Teatro “Valle” fino al 24 febbraio 2024, giorno da cui è stato intitolato al Maestro Tullio Giacconi, musicista nativo di Chiaravalle, nel centenario della sua nascita.

## Storia
Venne inaugurato nel 1858 dopo quattro anni di lavori su un'area di proprietà dell'antica Abbazia cittadina. Non si conosce con certezza il nome del progettista, che si è ipotizzato possa essere stato l'architetto Cesare Boccolini; né si conoscono i nomi dei decoratori e degli scenografi che hanno operato all'interno della sala, utilizzata a partire dal 1935 anche per le proiezioni cinematografiche. La platea aveva un pavimento di assi di legno che poteva essere alzato per ampliarne la superficie in occasione delle feste danzanti. Da qui partivano tre ordini di palchetti in mattoni come le scale ed i pavimenti.

## Interni
Il soffitto, sospeso tramite tiranti alle strutture del tetto, di forma concava, intonacato, stuccato e decorato presentava uno stile che riflette il tipico eclettismo ottocentesco. Un lampadario centrale a saliscendi, che scompariva nel soffitto, garantiva l'illuminazione.

## La guerra e il restauro
Un bombardamento aereo, il 17 gennaio 1944, danneggiò gravemente la struttura. Nel 1950 la facciata, l'avancorpo con l'atrio ed il ridotto soprastante, vennero completamente rifatti in stile novecentesco-piacentiniano. La sala degli spettacoli restaurata e riaperta nel 1997, conserva l'originaria pianta a ferro di cavallo e tre ordini di palchi per un totale di 50. I parapetti sono a fascia continua imbelliti con decorazioni a stucco, mentre la volta e l'architrave del proscenio mostrano una decorazione di autore ignoto. I lavori di restauro dell'apparato decorativo del teatro comunale, iniziati alla fine del settembre 1996, vennero ultimati agli inizi del mese di giugno 1997. Le decorazioni della volta richiamano fittissimi ornamenti e seducenti scene mitologiche raffiguranti "Leda e il cigno", "Danae", "Centauro e Ninfa" e "Selene ed Endimione dormiente" mentre nel boccascena la scena centrale raffigura "Due personaggi femminili in abiti da sera". La ricchezza dei dipinti nella volta contrasta con le contenute ma eleganti decorazioni dei parapetti dei palchi.
Il teatro ha riaperto i battenti il 25 ottobre 1997.